# Papa Vittore III
Vittore III, nato Dauferio Epifani Del Zotto detto Desiderio da Montecassino (Benevento, 1027 – Montecassino, 16 settembre 1087), è stato il 158º papa della Chiesa cattolica dal 24 maggio 1086 alla sua morte.

## Biografia

### Vita monacale

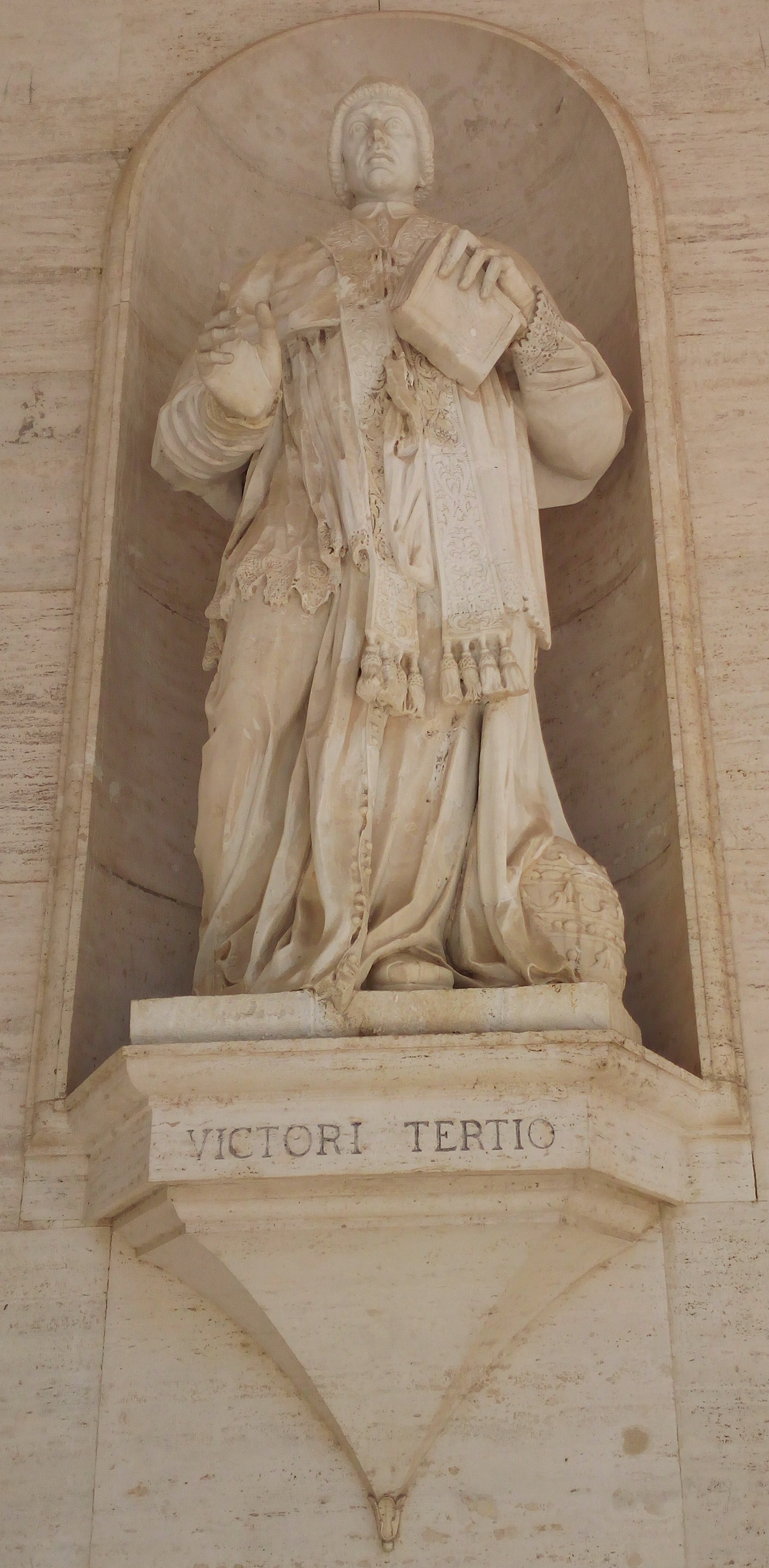
Statua di papa Vittore III, cattedrale di Santa Maria Assunta e San Benedetto abate, abbazia di Montecassino

Figlio di Landolfo Del Zotto (Landolfo V), principe di Benevento, all'età di circa vent'anni fuggì di casa per assecondare la sua vocazione monastica. La famiglia lo rintracciò e gli impose il ritorno a casa. Desiderio ritentò una seconda volta l'anno seguente e vi riuscì. Con l'aiuto di Siconolfo, preposto al monastero di Santa Sofia di Benevento, raggiunse Salerno. Qui l'amico lo pose sotto la protezione di Guaimario IV principe di Salerno, a cui era legato da vincoli di parentela.
Dopo un periodo di permanenza nella badia di Cava, fece ritorno nella sua Benevento dove si fece monaco nel monastero di Santa Sofia. Qui ebbe modo di venire in contatto con le personalità più influenti della Chiesa, tanto che nel 1055, in occasione di un incontro con papa Vittore II, chiese e ottenne l'autorizzazione a lasciare Benevento ed entrare come monaco a Montecassino. Quale coerede dei beni monastici longobardi, nel 1058 fu nominato preposto di una dipendenza cassinese a Capua (nel sito dell'attuale Reale tenuta di Carditello); mentre stava per partire al seguito di un'ambasceria pontificia alla volta di Costantinopoli, venne raggiunto a Bari dalla notizia della sua elezione ad abate di Montecassino.

### Abate di Montecassino (1058-1087)
Il nome di Desiderio è legato alla grande rinascita artistica ed edilizia dell'abbazia di Montecassino e dell'abbazia di Sant'Angelo in Formis, che fece ricostruire completamente dal 1066 al 1071, ornando le chiese di preziosi affreschi e mosaici, anche con il contributo di mosaicisti ed artisti vari provenienti dall'Oriente bizantino. Il monastero fu inoltre al centro di un'intensa fioritura di studi teologici, grammaticali e retorici: in quel periodo tra l'altro furono poste le basi teoriche dell'ars dictandi ad opera di Alberico (1030 ca. - 1105), grammatico e teologo appartenente alla stretta cerchia desideriana.
Nel 1059 papa Niccolò II lo elevò al cardinalato di Santa Cecilia in Trastevere.
Grazie alla sua conoscenza dell'Italia meridionale, Desiderio poté tessere l'alleanza tra la Chiesa ed i Normanni e organizzare il viaggio di papa Niccolò II. In giugno si trasferì a Melfi, ove ricevette il Papa e con cui si trattenne fino alla fine dell'estate con i Capi delle Casate Altavilla e Drengot Quarrel per definire il Trattato di Melfi ed il Concordato di Melfi e per seguire l'indizione del Concilio.
Niccolò II respinse la donazione dell'Abbazia di Calena allo stesso Desiderio, e riconobbe l'autonomia da Cassino all'abate Adam per il Monastero di Santa Maria sull'isolotto di San Nicola delle Tremiti, ove Desiderio in passato aveva soggiornato.

### Il breve pontificato (1087)
Desiderio rese molti importanti servigi a papa Gregorio VII († 1085), che di conseguenza sul suo letto di morte lo indicò ai cardinali dell'Italia meridionale come il più degno a succedergli.

Venne eletto il 24 maggio 1086, ma mostrò una genuina riluttanza ad accettare l'onore di cui veniva insignito. Dopo aver esitato un anno intero, accettò la nomina. Ma il suo insediamento a Roma viene impedito da Guiberto di Ravenna, l'antipapa Clemente III eletto da un concilio convocato dal Re dei Romani Enrico IV nel 1080. Nel 1087 Guiberto riprese infatti il possesso di Roma (era già entrato nell'Urbe nel 1084 al seguito delle milizie di Enrico).

Desiderio partì per Roma scortato da Giordano di Capua e Gisulfo di Salerno. I Normanni di Roberto il Guiscardo, suoi alleati, si impadronirono della Basilica di San Pietro, dove il nuovo pontefice fu consacrato assumendo il nome di Vittore III (9 maggio 1087). Forse scelse questo nome in omaggio al suo predecessore, che gli aveva concesso il permesso di entrare a Montecassino.
Non potendo entrare nei palazzi pontifici, rimasti sotto lo stretto controllo dell'antipapa, Vittore III risiedette inizialmente nella Torre Caetani sull'isola Tiberina, protetto dalla famiglia Pierleoni. Pochi mesi dopo, però, decise di tornare nella natia Benevento. In tale città presiedette, nell'agosto 1087, uno storico sinodo, che viene ricordato per tre motivi:
1. fu scomunicato l'antipapa Clemente III;
2. fu vietata l'investitura laica;
3. fu proclamata una spedizione militare per la conquista della città tunisina di Mahdia. Scopo della campagna militare era avanzare nella riconquista del Mediterraneo occidentale, dopo il ritorno della Sicilia alla cristianità. Mahdia fu per breve tempo conquistata, da Genova e Pisa, con l'aiuto di Salerno, Amalfi e Gaeta.

Durante il sinodo, Vittore, molto ammalato, si ritirò a Montecassino, dove morì il 16 settembre 1087 e dove fu sepolto. Il suo pontificato complessivo durò sedici mesi, ma quello effettivo fu di appena quattro mesi.
Fu beatificato nel 1887, otto secoli dopo la morte, da Leone XIII.

### Concistori per la creazione di nuovi cardinali
Papa Vittore III durante il suo pontificato ha creato un cardinale su cui si hanno notizie documentarie.

## Genealogia episcopale
La genealogia episcopale è:
- Papa Urbano II
- Papa Vittore III

## Opere
Di primissimo ordine dal punto di vista letterario sono considerati i Dialoghi dei miracoli di San Benedetto. Desiderio scrisse quest'opera tra la fine del 1076 e l'estate del 1079.
Concepita come un'opera in quattro libri, il testo che noi conosciamo si ferma alla fine del terzo.
I dialoghi raccolgono 55 miracoli, per la maggior parte avvenuti nell'XI secolo, raccontati sotto forma di dialogo tra Desiderio e il levita Teofilo.
L'ispirazione di quest'opera deve ritrovarsi nei Dialoghi di San Gregorio Magno (590-604).